# Комышенко, Григорий Васильевич
Григорий Васильевич Камышенко (род. 10 марта 1972, Жданов) — украинский борец греко-римского стиля, представитель лёгкой и полулёгкой весовых категорий. Выступал за сборную Украины по борьбе в период 1992—2003 годов, чемпион Европы, обладатель Кубка мира, победитель многих турниров национального и международного значения, участник двух летних Олимпийских игр. Заслуженный мастер спорта Украины. Заслуженный тренер Украины.

## Биография
Григорий Комышенко родился 10 марта 1972 года в городе Жданове Донецкой области Украинской ССР. Серьёзно заниматься борьбой начал в возрасте восьми лет, проходил подготовку в местном борцовском клубе «Геликон». С 1990 года являлся подопечным заслуженного тренера Украинской ССР Геннадия Гавриловича Узуна.
Впервые заявил о себе в 1990 году, когда ещё в составе сборной Советского Союза завоевал бронзовую медаль на чемпионате мира среди юниоров.
После распада СССР вошёл в состав национальной сборной Украины, в частности в 1992 году одержал победу на молодёжном чемпионате Европы в Венгрии.
Наибольшего успеха в своей спортивной карьере добился в сезоне 1994 года, когда в полулёгкой весовой категории победил на европейском первенстве в Афинах, где в финальном поединке взял верх над чемпионом мира из Армении Агаси Манукяном. В том же году стал лучшим на этапе Кубка мира в Венгрии.
В 1996 году побывал на чемпионате Европы в Будапеште, откуда привёз награду серебряного достоинства — в решающем поединке полулёгкого веса проиграл россиянину Сергею Мартынову. Благодаря череде удачных выступлений удостоился права защищать честь страны на летних Олимпийских играх в Атланте — в греко-римской борьбе в категории до 62 кг занял итоговое шестое место.
Продолжив выступать на крупнейших международных турнирах, в 1997 и 1999 годах Комышенко боролся на чемпионатах Европы, выступил на чемпионате мира в Анкаре, но попасть здесь в число призёров не смог.
Находясь в числе лидеров борцовской команды Украины, благополучно прошёл отбор на Олимпийские игры 2000 года в Сиднее — на сей раз выступал в лёгком весе, расположившись в итоговом протоколе на восьмой позиции.
В 2002 году выступил на европейском первенстве в Сейняйоки и на мировом первенстве в Москве, заняв здесь шестое и шестнадцатое места соответственно.
Последний раз показал сколько-нибудь значимый результат на международной арене в сезоне 2003 года, когда стал шестым на Гран-при Германии в Дортмунде.
За выдающиеся спортивные достижения удостоен почётного звания «Заслуженный мастер спорта Украины».
Завершив спортивную карьеру, занялся тренерской деятельностью. В течение многих лет работал тренером по греко-римской борьбе в мариупольском спортивном клубе «Азовмаш». В 2012 году получил звание «Заслуженный тренер Украины».